# Howard Davis (Boxer)
Howard Edward Davis, Jr. (* 14. Februar 1956 in New York City; † 30. Dezember 2015) war ein US-amerikanischer Boxer.

## Amateur
Davis war ein überragender Amateur und wurde von seinem Vater, einem Ex-Boxer, trainiert. Im Federgewicht wurde er 1973 US-Meister und 1974 in Havanna Weltmeister. Im Jahr 1976 wurde er im Leichtgewicht US-Meister und qualifizierte sich, unter anderem mit einem Sieg über Aaron Pryor, für die Teilnahme an den Olympischen Spielen in Montreal. Dort gewann er die Goldmedaille in seiner Gewichtsklasse und wurde mit dem Val-Barker-Pokal als technisch bester Boxer des Turniers ausgezeichnet, noch vor anderen bekannten Boxern wie Sugar Ray Leonard und den Spinks-Brüdern.

## Profi
1977 wurde er Profi, hatte aber nur vergleichsweise wenig Erfolg, was an seinen schlechten Nehmerfähigkeiten und fehlender Schlagkraft lag. Er unterlag am 7. Juni 1980 dem schottischen Rechtsausleger Jim Watt im Kampf um den WBC-Titel knapp nach Punkten, 1986 ebenso knapp Edwin Rosario (WBA-Titel), gegen den er bis zu einem Niederschlag in der letzten Runde noch geführt hatte. Im selben Jahr verlor er überraschend gegen den unbekannten Joe Manley.
Gegen Meldrick Taylor, ebenfalls Olympiasieger, boxte er 1986 unentschieden und gegen Hector Camacho verlor er 1987 nach Punkten. Am 31. Juli 1988 erhielt er dennoch gegen IBF-Titelträger Buddy McGirt eine dritte Titelchance, konnte sie aber erneut nicht nutzen und ging in der ersten Runde KO. Anschließend beendete er seine Karriere. Ein Comeback in den 1990er Jahren war erfolglos. Nach seiner Boxkarriere arbeitete er als Kampfsporttrainer.
Davis starb Ende Dezember 2015 im Alter von 59 Jahren nach kurzer Krankheit – als lebenslanger Nichtraucher – an den Folgen eines Bronchialkarzinoms.